# Мутационная теория канцерогенеза
Мутационная теория онкогенеза — учение, согласно которому причиной возникновения злокачественных опухолей являются мутационные изменения генома клетки. В настоящее время является общепринятой. В подавляющем большинстве случаев злокачественные новообразования развиваются из одной опухолевой клетки, то есть имеют моноклональное происхождение. Согласно современным представлениям, мутации, которые приводят к развитию опухоли, могут иметь место как в половых (около 5 % всех случаев), так и в соматических клетках.

## Развитие мутационной теории
Основные вехи в развитии мутационной теории онкогенеза:
- 1914 г. — немецкий биолог Теодор Бовери предположил, что нарушения в хромосомах могут приводить к возникновению злокачественных опухолей.
- 1927 г. — Герман Мёллер обнаружил, что ионизирующее излучение вызывает мутации.
- 1951 г. — Мюллер предложил теорию, согласно которой за злокачественную трансформацию клеток отвечают мутации.
- 1971 г. — Альфред Кнудсон объяснил различия в частоте встречаемости наследственной и ненаследственной форм рака сетчатки (ретинобластомы) тем, что для мутации в гене RB должны быть затронуты обе его аллели, причем одна из мутаций должна быть наследуемой.
- в начале 1980-х был показан перенос трансформированного фенотипа при помощи ДНК от злокачественных клеток (спонтанно и химически трансформированных) и опухолей в нормальные. Фактически появилось первое прямое доказательство того, что признаки трансформации закодированы в ДНК.
- 1986 г. — Роберт Уэйнберг впервые идентифицировал ген-онкосупрессор.
- 1990 г. — Берт Фогельштейн и Эрик Фэрон опубликовали карту последовательных мутаций, ассоциированных с раком прямой кишки. Одним из достижений молекулярной медицины 90-х годов явилось доказательство того факта, что злокачественная опухоль является генетическим мультифакторным заболеванием.
- 2003 г. — Число идентифицированных генов, ассоциированных со злокачественной опухолью, превысило 100 и продолжает быстро расти.

## Протоонкогены и гены-супрессоры
Одним из доказательств мутационной природы рака можно считать открытие протоонкогенов и генов-супрессоров, изменение структуры и экспрессии которых за счёт различных мутационных событий, в том числе и точечных мутаций, приводит к злокачественной трансформации.
Открытие клеточных протоонкогенов впервые было осуществлено с помощью высокоонкогенных РНК-содержащих вирусов (ретровирусов), несущих в составе своего генома трансформирующие гены. Молекулярно-биологическими методами было установлено, что ДНК нормальных клеток различных видов эукариот содержит последовательности, гомологичные вирусным онкогенам, получившие название протоонкогенов. Превращение клеточных протоонкогенов в онкогены может происходить в результате мутаций кодирующей последовательности протоонкогена, что приводит к образованию изменённого белкового продукта, или в результате повышения уровня экспрессии протоонкогена, вследствие чего в клетке увеличивается количество белка. Протоонкогены, являясь нормальными клеточными генами, обладают высокой эволюционной консервативностью, что указывает на их участие в жизненно важных клеточных функциях.
Точечные мутации, приводящие к превращению протоонкогенов в онкогены, изучены в основном на примере активации протоонкогенов семейства ras. Эти гены, впервые клонированные из опухолевых клеток человека при раке мочевого пузыря, играют важную роль в регуляции пролиферации клеток как в норме, так и при патологии. Гены семейства ras представляют собой группу протоонкогенов, наиболее часто активирующихся при опухолевом перерождении клеток. Мутации одного из генов HRAS, KRAS2 или NRAS обнаруживают примерно в 15% случаев злокачественных новообразований у человека. В 30% клеток аденокарцином лёгкого и в 80% клеток опухолей поджелудочной железы обнаруживается мутация в онкогене ras, что ассоциируется с плохим прогнозом протекания заболевания.
Одной из двух точек, мутации в которых приводят к онкогенной активации, является 12-й кодон. В экспериментах по направленному мутагенезу было показано, что замена в 12-м кодоне глицина на любую аминокислоту, за исключением пролина, приводит к появлению у гена трансформирующей способности. Вторая критическая область локализуется вокруг 61-го кодона. Замена глутамина в положении 61 на любую аминокислоту, кроме пролина и глутаминовой кислоты, также приводит к онкогенной активации.
Антионкогены, или гены-супрессоры опухолей, — это гены, белковые продукты которых подавляют образование опухоли. В 80–90-х годах XX века были обнаружены клеточные гены, осуществляющие негативный контроль клеточной пролиферации, то есть препятствующие вступлению клеток в деление и выходу из дифференцированного состояния. Утрата функции этих антионкогенов вызывает неконтролируемую клеточную пролиферацию. Благодаря своему противоположному по отношению к онкогенам функциональному назначению они были названы антионкогенами или генами-супрессорами злокачественности. В отличие от онкогенов, мутантные аллели генов-супрессоров рецессивны. Присутствие одной мутантной аллели, при условии, что вторая нормальна, не приводит к снятию ингибирования образования опухоли.
Таким образом, протоонкогены и гены-супрессоры образуют сложную систему позитивно-негативного контроля клеточной пролиферации и дифференцировки, а злокачественная трансформация реализуется через нарушение этой системы.

## Гипотеза Кнудсона
В 1971 году Альфред Кнудсон предложил гипотезу, известную сейчас как теория двойного удара или двойной мутации, объясняющую механизм возникновения наследственной и спорадической форм ретинобластомы — злокачественной опухоли сетчатки глаза. Основываясь на данных статистического анализа проявления разных форм ретинобластомы, он предположил, что для возникновения опухоли в клетке должны произойти две последовательные мутации. В случае наследственной ретинобластомы первая мутация происходит в клетках зародышевой линии (наследственная мутация), а вторая мутация (второй удар)— в соматических. Спорадическая ретинобластома встречается реже и является результатом двух мутаций в соматической клетке. Вероятность того, что в одной клетке произойдёт две последовательные мутации, невелика, поэтому спорадическая ретинобластома встречается реже, чем наследственная, опухоли при этом формируются позже и в меньшем количестве. Гипотеза Кнудсона долгое время была очень популярной, однако сейчас она нуждается в пересмотре в связи с открытием новых фактов о генах-супрессорах опухолей.
По современным представлениям, от трёх до шести дополнительных генетических повреждений (в зависимости от природы исходной или предрасполагающей мутации, которая может предопределить путь развития заболевания) требуются для того, чтобы завершить процесс начавшейся неоплазии (образования опухоли). Данные эпидемиологических, клинических, экспериментальных (на культурах трансформированных клеток и на трансгенных животных) и молекулярно-генетических исследований хорошо согласуются с этими представлениями.

## Мутаторный фенотип
Рак у человека встречается значительно чаще, чем теоретически ожидалось, если исходить из предположения о независимом и случайном возникновении мутаций в опухолевой клетке. Для объяснения этого противоречия предложена модель, согласно которой ранним событием канцерогенеза является изменение нормальной клетки, ведущее к резкому повышению частоты мутаций — возникновению мутаторного фенотипа.
Формирование подобной конституции происходит при накоплении онкогенов, кодирующих белки, которые участвуют в процессах клеточного деления и в процессах ускорения клеточного деления и дифференцировки, в сочетании с инактивацией генов-супрессоров, ответственных за синтез белков, тормозящих клеточное деление и индукцию апоптоза (генетически запрограммированная гибель клетки).
Ошибки репликации подлежат исправлению системой пострепликативной репарации. Высокий уровень точности репликации ДНК поддерживается сложной системой контроля точности репликации — системами репарации, которые корректируют возникающие ошибки.
У человека известны 6 генов пострепликативной репарации (гены стабильности). Клетки с дефектом системы пострепликативной репарации характеризуются повышением частоты спонтанных мутаций. Степень мутаторного эффекта варьирует от двукратного повышения мутабельности до шестидесятикратного.
Мутации в генах стабильности — раннее событие канцерогенеза, генерирующее серию вторичных мутаций в различных генах и особый вид нестабильности структуры ДНК в форме высокой вариабельности структуры нуклеотидных микросателлитов, так называемой микросателлитной нестабильности. Микросателлитная нестабильность — индикатор мутаторного фенотипа и диагностический признак дефекта пострепликативной репарации, что используется для деления опухолей и линий опухолевых клеток на RER+ и RER- (RER — аббревиатура слов replication errors, она подчёркивает, что нестабильность — это результат нерепарированных ошибок репликации). Микросателлитная нестабильность также обнаружена в клеточных линиях, отобранных по признаку устойчивости к алкилирующим агентам и некоторым другим классам медикаментов. Микросателлитная нестабильность как результат нарушения метаболизма ДНК, её репликации и репарации является причиной развития опухолей.
В результате дефекта пострепликативной репарации происходит накопление мутаций в генах критических точек, что является предпосылкой клеточной прогрессии к полному озлокачествлению.Инактивация рецепторной системы, обусловленная мутацией сдвига рамки считывания в повторах кодирующей последовательности, наблюдается только в опухолевых клетках и не обнаруживается без микросателлитной нестабильности.
Канцерогенез вследствие дефицита пострепликативной репарации протекает, по крайней мере, в три этапа:
1. гетерозиготные мутации генов пострепликативной репарации создают соматический «промутаторный» фенотип;
2. потеря аллеля дикого типа продуцирует соматический мутаторный фенотип;
3. последующие мутации (в онкогенах и генах-супрессорах опухолей) приводят к потере контроля роста и создают раковый фенотип.

## Другие теории онкогенеза
Классическая мутационная теория, описанная выше, дала, по крайней мере, три альтернативных ветви. Это видоизменённая традиционная теория, теория ранней нестабильности и теория анеуплоидии.Первая представляет собой возрожденную идею Лоренса Лёба (Lawrence A. Loeb) из Вашингтонского университета, высказанную им ещё в 1974 г. По оценкам генетиков, в любой клетке за время её жизни случайная мутация возникает в среднем всего в одном гене. Но, как считает Лёб, иногда по тем или иным причинам (под действием канцерогенов или оксидантов либо в результате нарушения системы репликации и репарации ДНК) частота мутаций резко возрастает. Он полагает, что у истоков канцерогенеза лежит возникновение огромного числа мутаций — от 10 000 до 100 000 на клетку. Однако он признаёт, что подтвердить или опровергнуть это очень трудно. Таким образом, ключевым моментом новой версии традиционной теории канцерогенеза остается возникновение мутаций, обеспечивающих клетке преимущества при делении. Хромосомные перестройки в рамках этой теории рассматриваются лишь как случайный побочный продукт канцерогенеза.В 1997 г. Кристоф Лингаур и Берт Фогельштейн обнаружили, что в злокачественной опухоли прямой кишки очень много клеток с изменённым числом хромосом. Они предположили, что ранняя хромосомная нестабильность обусловливает появление мутаций в онкогенах и генах-онкосупрессорах. Они предложили альтернативную теорию канцерогенеза, согласно которой в основе процесса лежит нестабильность генома. Этот генетический фактор вместе с давлением естественного отбора может привести к появлению доброкачественной опухоли, которая иногда трансформируется в злокачественную, дающую метастазы.

### Гипотеза изначальной анеуплоидии
В 1999 г. Питер Дюсберг из Калифорнийского университета в Беркли создал теорию, согласно которой рак является следствием исключительно анеуплоидии, а мутации в специфических генах вовсе ни при чём. Термин «анеуплоидия» использовался для описания изменений, вследствие которых клетки содержат число хромосом, не кратное основному набору, но в последнее время его стали применять в более широком смысле. Теперь под анеуплоидией понимают также укорочение и удлинение хромосом, перемещение их крупных участков                         (транслокации). Большинство анеуплоидных клеток сразу же погибают, но у немногих выживших доза тысяч генов оказывается не такой, как у нормальных клеток. Слаженная команда ферментов, обеспечивающих синтез ДНК и её целостность, распадается, в двойной спирали появляются разрывы, ещё больше дестабилизирующие геном. Чем выше степень анеуплоидии, тем нестабильнее клетка и тем больше вероятность, что в конце концов появится клетка, способная расти где угодно. В отличие от трёх предыдущих теорий, гипотеза изначальной анеуплоидии полагает, что зарождение и рост опухоли в большей степени связаны с ошибками в распределении хромосом, чем с возникновением в них мутаций.

### Гипотеза Конгейма
В 1875 году Конгейм (J. Cohnheim) высказал гипотезу о том, что злокачественные опухоли развиваются из эмбриональных клеток, оказавшихся ненужными в процессе эмбрионального развития.
В 1911 году Рипперт (V. Rippert) предположил, что изменённая окружающая среда позволяет эмбриональным клеткам ускользать от контроля со стороны организма над их размножением.
В 1921 году Роттер (W. Rotter) высказал предположение о том, что примитивные зародышевые клетки «поселяются» в других органах в процессе развития организма. Все эти гипотезы о причинах развития раковых опухолей долго оставались забытыми и только в последнее время на них стали обращать внимание [Stem Cells Handbook /Edited by: S. Sell. Humana press Inc., Totowa, NJ. 2004].